# حافظ محمدوف
حافظ محمدوف (ترکی آذربایجانی: Hafiz Məmmədov; ۲ دسامبر ۱۹۶۴ – ) مدیر کارآفرین، و اهالی کسب‌وکار اهل جمهوری آذربایجان است.